# Nehodnotící sociologie
Nehodnotící sociologie je koncept vnímající sociologii jako nezaujatou a nehodnotící vědu. Sociologie byla často kritizována pro svou subjektivní povahu, protože pozorovatel (vědec) má přirozenou tendenci narušovat objektivní povahu výzkumů svými přesvědčeními. Jako první přišel s tímto konceptem Max Weber (21. dubna 1864 – 14. června 1920). Tento pohled s ním sdíleli i jiní sociologové jako například David Émile Durkheim (15. dubna 1858 Épinal – 15. listopadu 1917 Paříž) , který tvrdí, že sociologie nesmí být ani individuální ani sociální, protože taková sociologie se nesnaží o poznání, ale o reformu. Italský sociolog Vilfredo Pareto (15. července 1848 – 19. srpna 1923) hovoří o koncepci “reziduí a derivací” - tedy o tom, že osobní pocity sociologa vedou k tomu, že mluví o tom, co by podle něj mělo být, místo toho, co je.

## Názory významných sociologů
Podle otce sociologie Augusta Comta (19. ledna 1798, Montpellier – 5. září 1857 Paříž) by sociologie měla zaujmout velmi důležité místo v systému organizace společnosti. Neměla by se však stát čistě akademickou vědou. Má být vědou praktickou, která napomáhá společenskému rozvoji. To však podle Comta není možné bez vynášení hodnotících soudů.
Významný americký sociolog Charles Wright Mills (28. srpna 1916, Waco, Texas – 20. března 1962, Nyack, New York) byl také zastáncem sociologie jako hodnotící vědy. Podle jeho názoru jen kritické zhodnocení situace dokáže vést lidskou společnost kupředu a narušit její sebedestruktivní, na povrchu klidnou, setrvačnost. „Jedině kritická analýza může vést   k poznání, které snad lidi přiměje, aby opustili postoj mlčící většiny, tedy směs vnější netečnosti a hlubokého vnitřního znepokojení.“
Protipólem Comta, Millse a dalších sociologů zastávajících hodnodnotící funkci sociologie je především Max Weber.
Max Weber (21. dubna 1864 – 14. června 1920) ve svých pracích, především ve svých statích „Objektivita“ sociálněvědního a sociálněpolitického poznání a Smysl „hodnotové neutrality“ v sociologických a ekonomických vědách stanovil principy nehodnotící sociologie.
Sociologie se podle něj nemá podílet na formulaci společenských cílů. Vědecké poznání se musí bránit deformaci iracionálními prvky, které do vědy zanášejí subjektivní přání a hodnoty badatelů, ovlivněné náboženskými, politickými či etickými hodnotovými soustavami. Weber si však uvědomuje, že absolutně nehodnotící sociologie není možná, neboť už výběr tématu a definice výzkumného problému jsou ovlivněny hodnotami, které sociolog vyznává.

## Neopozitivizmus a nehodnotící sociologie
Neopozitivismus je filosofický směr významný především na počátku 20. století, který myšlenku sociologie jako nehodnotící vědy vyvedl do radikálních důsledků. Dochází k základnímu dělení na dva typy výroků - výroky o faktech, jež jsou založeny na zkušenosti, a výroky o hodnotách, jež jsou založeny na subjektivních preferencích.
Neopozitivisté spojili ideu nehodnotící sociologie s novou sociální funkcí této vědy - empirickou sociologií. Ta musí být schopná poskytnout validní poznání, které není závislé na žádném hodnotovém systému. V tomto kontextu se proslavil výrok Paula Felixe Lazarsfelda (13. února 1901 Vídeň – 30. srpna 1976 New York), že empirická sociologie musí být neutrální jako chirurgův nůž. Proti tomuto pojetí vystoupil Robert Staughton Lynd ( 26. září, 1892 - 1. listopad,1970) ve své práci Knowledge for What?, v níž se pokusil doložit, že sociologie je vždycky nástrojem sociální reformy, nápravy či změny, a že tedy musí formulovat praktická doporučení, která jsou skutečně společnosti prospěšná.